# لوئیس پوئنسو
لوئیس پوئنسو (انگلیسی: Luis Puenzo؛ زادهٔ ۱۹ فوریهٔ ۱۹۴۶) یک کارگردان، تهیه‌کننده و فیلم‌نامه‌نویس اهل آرژانتین است.
فیلم «گزارش رسمی» با کارگردانی او، در سال ۱۹۸۵ میلادی، برندهٔ جایزه اسکار بهترین فیلم خارجی‌زبان شد. این فیلم همچنین برندهٔ نخل طلای جشنواره فیلم کن، برندهٔ جایزهٔ انجمن منتقدان فیلم لس آنجلس، برندهٔ جایزهٔ حلقه منتقدان فیلم نیویورک، برندهٔ جایزهٔ جشنواره بین‌المللی فیلم برلین، بندهٔ جایزهٔ ویژهٔ تماشاگران در جشنواره بین‌المللی فیلم تورنتو و برندهٔ جایزه گلدن گلوب شده‌است.
از دیگر فیلم‌های او می‌توان به گرینگوی پیر اشاره نمود.